# Rognano
Rognano är en ort och kommun i provinsen Pavia i regionen Lombardiet i Italien. Kommunen hade 640 invånare (2018).